# Reprezentacja Kanady w hokeju na lodzie mężczyzn
Reprezentacja Kanady w hokeju na lodzie mężczyzn – zespół hokeja na lodzie, reprezentujący Kanadę w meczach i sportowych imprezach międzynarodowych, powoływany przez selekcjonera, w którym mogą występować zawodnicy posiadający obywatelstwo kanadyjskie. Za jego funkcjonowanie odpowiedzialny jest Hockey Canada.
Kanada to najbardziej utytułowana reprezentacja narodowa w hokeju na lodzie na świecie. Reprezentacja ta dziewięciokrotnie triumfowała na igrzyskach olimpijskich (1920, 1924, 1928, 1932, 1948, 1952, 2002, 2010, 2014), 26 razy triumfowała w mistrzostwach świata, czterokrotnie zwyciężyła w turnieju Canada Cup, dwukrotnie triumfowała w Pucharze Świata (2004, 2016).

## Historia
Inauguracyjne, oficjalne spotkanie międzypaństwowe kadra narodowa rozegrała dnia 10 stycznia 1910 roku na Patinoire du Grand-Hôtel w szwajcarskim Les Avants podczas odbywających się tam mistrzostw Europy, przegrywając 8:1 z reprezentacji Szwajcarii. Drużyna była reprezentowana przez drużynę z Uniwersytetu Oksfordzkiego – Oxford Canadians, którzy reprezentowali Kanadę również podczas odbywających się w Brukseli mistrzostw LIGH 1912. Dnia 26 kwietnia 1920 roku, Hockey Canada została przyjęta do Międzynarodowej Federacji Hokeja na Lodzie (wówczas LIHG, obecnie IIHF).
W latach 1920–1963 drużyna była reprezentowana na międzynarodowych imprezach przez zawodników drużyn amatorskich (zazwyczaj zwycięzców turnieju Allan Cup). Ostatni raz drużyna Kanady składająca się z zawodników drużyn amatorskich mistrzostwo świata zdobyła podczas edycji 1961 w Szwajcarii, gdy drużyna składała się z zawodników Trail Smoke Eaters.
Po mistrzostwach świata 1963 w Sztokholmie, o. David Bauer założył drużynę narodową jaką stałą instytucję, która po raz pierwszy pod tym statusem wystartowała podczas turnieju olimpijskiego 1964 w Innsbrucku.
W 1970 roku, drużyna Kanady wycofała się imprez organizowanych przez IIHF po tym jak, odmówiono drużynie pozwolenia na korzystanie pół-profesjonalnych zawodników podczas mistrzostw świata, jednak w 1977 roku po serii negocjacji w prezydentem IIHF – Güntherem Sabetzkim wróciła do międzynarodowego hokeja. Podczas negocjacji ustalono, że drużyna Kanady jeszcze podczas mistrzostw świata 1977 w Wiedniu może skorzystać z zawodników drużyn ligi NHL, które odpadły z rywalizacji o Puchar Stanleya, jednak w zamian Kanada miała co cztery lata organizować turniej pt. Canada Cup, mający się odbywać na terenie Ameryki Północnej z udziałem reprezentacji Kanady, Stanów Zjednoczonych oraz czterech najsilniejszych europejskich reprezentacji z profesjonalnymi zawodnikami w składzie.
W 1983 roku Hockey Canada utworzyła program pt. „Program of Excellence”, który miał na celu przygotowanie co cztery lata reprezentację Kanady do zimowych igrzysk olimpijskich. Reprezentacja Kanady przez cały sezon grała mecze z najlepszymi drużynami narodowymi i klubowymi, co było najlepszą perspektywą dla ligi NHL. W 1986 roku MKOl przegłosował uchwałę pozwalającą na udział, począwszy od 1988 roku zawodowych sportowców w igrzyskach olimpijskich. W reprezentacji Kanady na turnieju olimpijskim 1988 w Calgary wystąpili zawodnicy z doświadczeniem w lidze NHL, jak i obecnie, mający odpowiednie zapiski w umowach. Program „Program of Excellence” został zamknięty w 1998 roku, kiedy to władze ligi NHL zezwolił swoim zawodnikom na start w turnieju olimpijskim 1998 w Nagano.
W 1994 roku na mistrzostwach świata 1994 we Włoszech, reprezentacja Kanady po 33 latach ponownie została mistrzem świata. Od tej pory reprezentacja Kanady wygrywała ten turniej sześciokrotnie (1997, 2003, 2004, 2007, 2015 i 2016). W 2002 roku na turnieju olimpijskim 2002 w Salt Lake City reprezentacja Kanady po zwycięstwie w finale 5:2 z reprezentacją Stanów Zjednoczonych sięgnęła po pierwszy od 50 lat złoty medal igrzysk olimpijskich. Na turnieju olimpijskim 2010 w Vancouver zdobyła złoty medal, pokonując 3:2 w finale po bramce Sidneya Crosby’ego w dogrywce reprezentacją Stanów Zjednoczonych, a trener Mike Babcock został pierwszym trenerem, który dołączył do elitarnego klubu pt. „Triple Gold Club”.
W 2014 roku na turnieju olimpijskim 2014 w Soczi, reprezentacja Kanady po zwycięstwie 3:0 w finale z reprezentacją Szwecji obroniła mistrzostwo olimpijskie, będąc tym samym pierwszą od 1988 roku hokejową drużyną, która dokonała tego wyczynu (turnieju olimpijskim 1988 w Calgary reprezentacja ZSRR obroniła tytuł z Sarajewa 1984). Po tym sukcesie dyrektor generalny, Steve Yzerman ustąpił ze stanowiska.
Na mistrzostwach świata 2015 w Czechach reprezentacja Kanady prowadzona przez dyrektora generalnego Jima Nilla oraz trenera Todda McLellana z kapitanem Sidneyem Crosbym w składzie, zdominowała turniej, wygrywając wszystkie 10 meczów, strzelając w nich 66 bramek oraz tracąc tylko 15 bramek, a w finale pokonała aż 6:1 obrońców tytułu – reprezentację Rosji, za co Hockey Canada dostała w bonusie 1 milion franków szwajcarskich. Kanadyjczycy zdominowali turniej również w klasyfikacjach indywidualnych: Jason Spezza, Jordan Eberle i Taylor Hall zajęli trzy pierwsze miejsca w klasyfikacji kanadyjskiej, a Tyler Seguin zdobył najwięcej bramek na turnieju (9 bramek). Dzięki zwycięstwu w turnieju Kanada po 5 latach wróciła na 1. miejsce w rankingu IIHF.

## Osiągnięcia

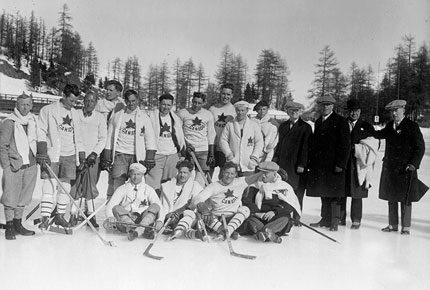
Reprezentacja Kanady na Zimowych Igrzyskach Olimpijskich 1928 w St. Moritz

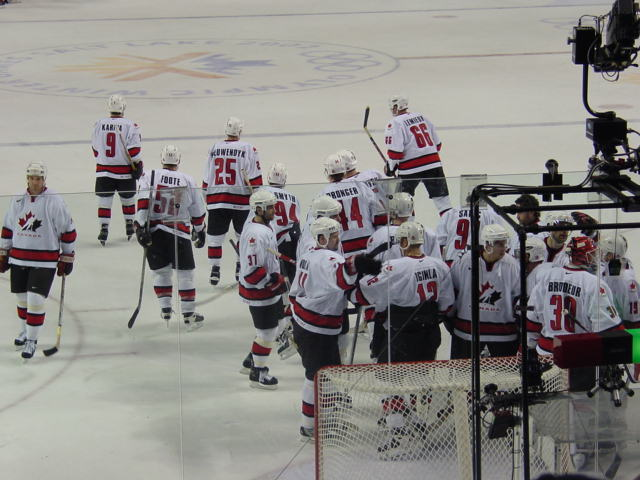
Reprezentacja Kanady podczas Zimowych Igrzysk Olimpijskich 2002 w Salt Lake City

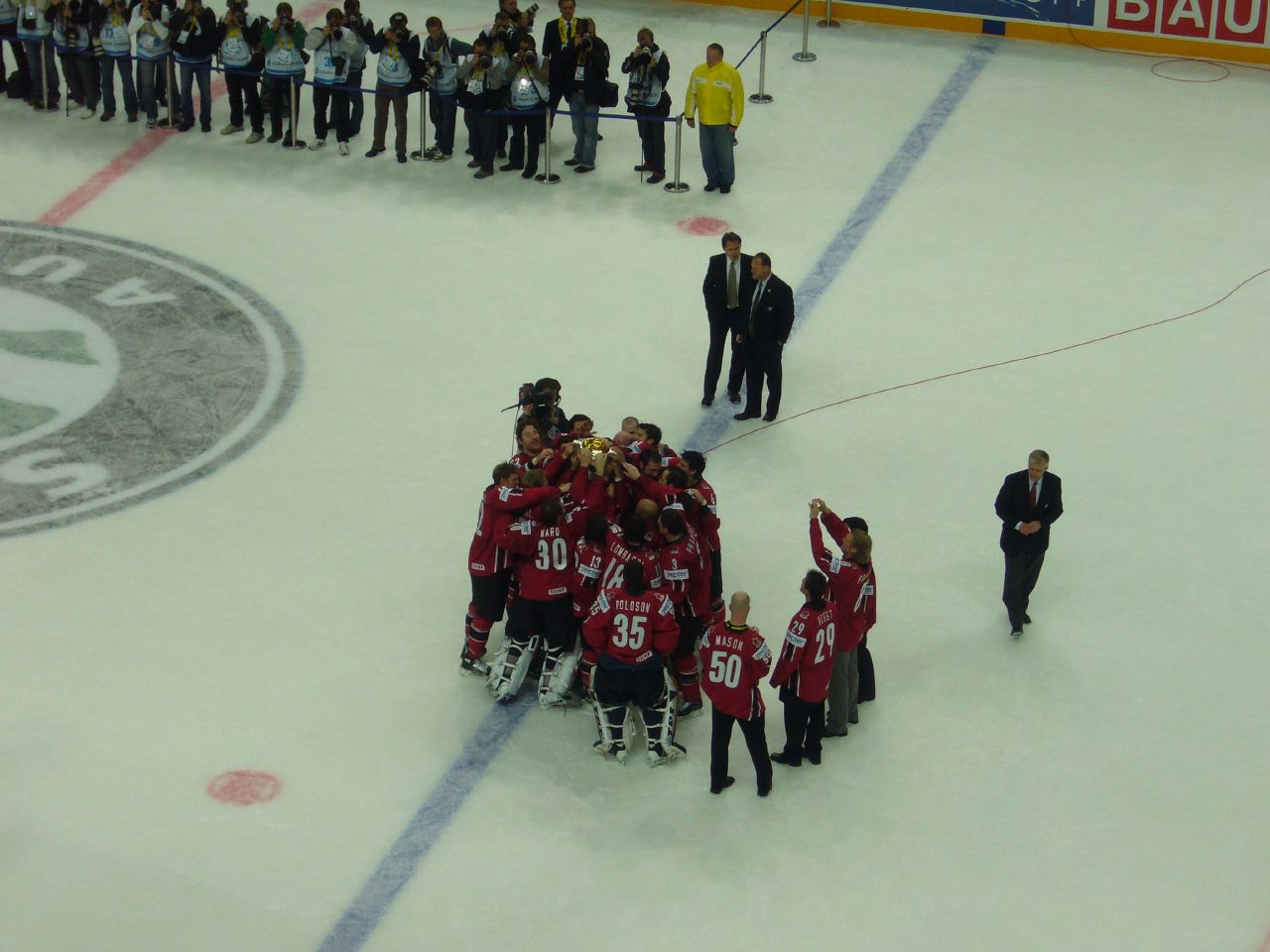
Reprezentacja Kanady po zwycięstwie na Mistrzostwach Świata 2007 w Moskwie

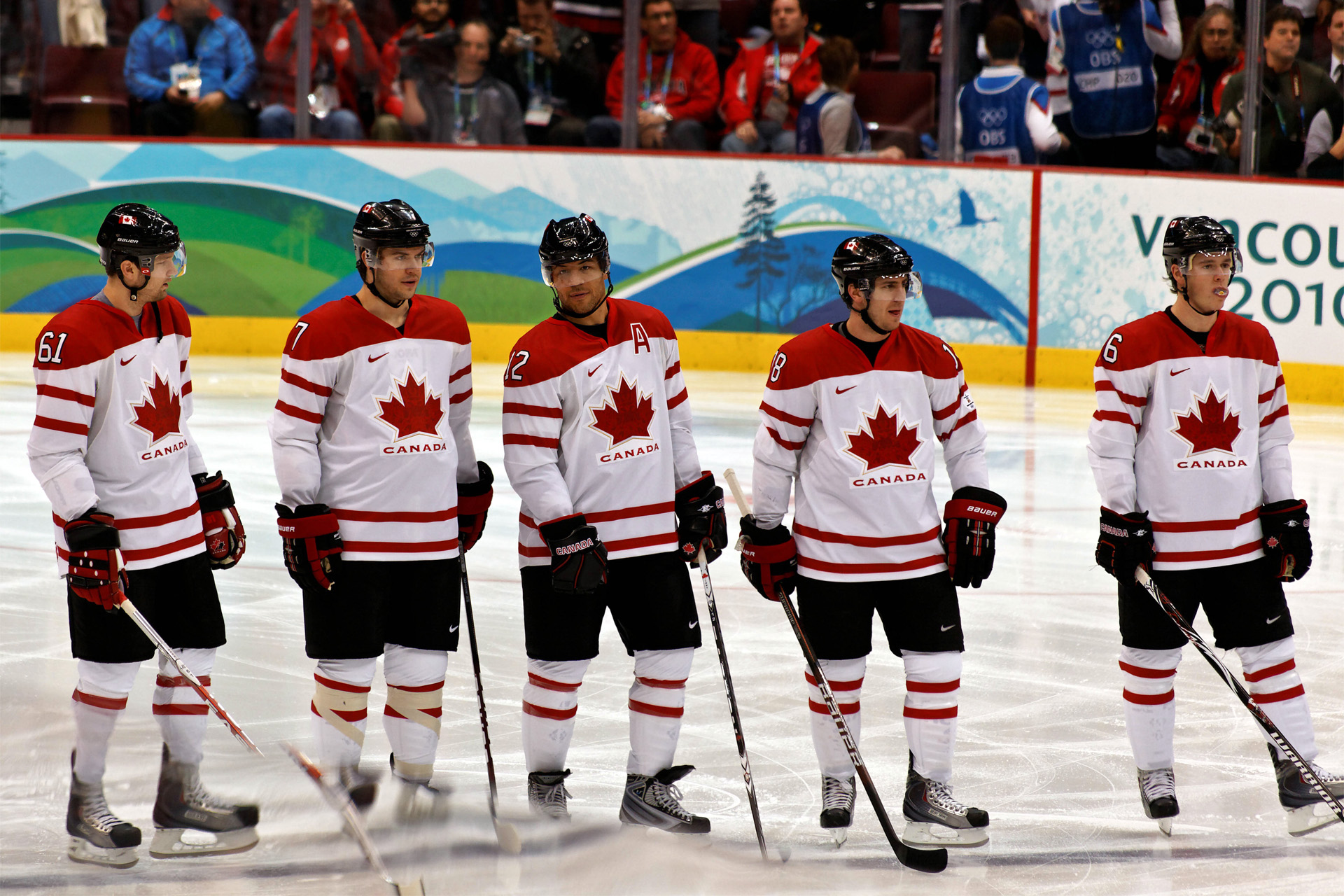
Reprezentacja Kanady na Zimowych Igrzyskach Olimpijskich 2010 w Vancouver

### Igrzyska Olimpijskie
- 1920 – Złoty medal[5]
- 1924 – Złoty medal
- 1928 – Złoty medal
- 1932 – Złoty medal
- 1936 – Srebrny medal
- 1948 – Złoty medal
- 1952 – Złoty medal
- 1956 – Brązowy medal
- 1960 – Srebrny medal
- 1964 – 4. miejsce
- 1968 – Brązowy medal
- 1972 – Nie uczestniczyli
- 1976 – Nie uczestniczyli
- 1980 – 6. miejsce
- 1984 – 4. miejsce
- 1988 – 4. miejsce
- 1992 – Srebrny medal
- 1994 – Srebrny medal
- 1998 – 4. miejsce
- 2002 – Złoty medal
- 2006 – 7. miejsce
- 2010 – Złoty medal
- 2014 – Złoty medal
- 2018 – Brązowy medal

### Mistrzostwa Świata
- 1930 – Złoty medal
- 1931 – Złoty medal
- 1933 – Srebrny medal
- 1934 – Złoty medal
- 1935 – Złoty medal
- 1937 – Złoty medal
- 1938 – Złoty medal
- 1939 – Złoty medal
- 1947 – Nie uczestniczyli
- 1949 – Srebrny medal
- 1950 – Złoty medal
- 1951 – Złoty medal
- 1953 – Nie uczestniczyli
- 1954 – Srebrny medal
- 1955 – Złoty medal
- 1957 – Nie uczestniczyli
- 1958 – Złoty medal
- 1959 – Złoty medal
- 1961 – Złoty medal
- 1962 – Srebrny medal
- 1963 – 4. miejsce
- 1965 – 4. miejsce
- 1966 – Brązowy medal
- 1967 – Brązowy medal
- 1969 – 4. miejsce
- 1970 – Nie uczestniczyli
- 1971 – Nie uczestniczyli
- 1972 – Nie uczestniczyli
- 1973 – Nie uczestniczyli
- 1974 – Nie uczestniczyli
- 1975 – Nie uczestniczyli
- 1976 – Nie uczestniczyli
- 1977 – 4. miejsce
- 1978 – Brązowy medal
- 1979 – 4. miejsce
- 1981 – 4. miejsce
- 1982 – Brązowy medal
- 1983 – Brązowy medal
- 1985 – Srebrny medal
- 1986 – Brązowy medal
- 1987 – 4. miejsce
- 1989 – Srebrny medal
- 1990 – 4. miejsce
- 1991 – Srebrny medal
- 1992 – 7. miejsce
- 1993 – 4. miejsce
- 1994 – Złoty medal
- 1995 – Brązowy medal
- 1996 – Srebrny medal
- 1997 – Złoty medal
- 1998 – 6. miejsce
- 1999 – 4. miejsce
- 2000 – 4. miejsce
- 2001 – 5. miejsce
- 2002 – 6. miejsce
- 2003 – Złoty medal
- 2004 – Złoty medal
- 2005 – Srebrny medal
- 2006 – 4. miejsce
- 2007 – Złoty medal
- 2008 – Srebrny medal
- 2009 – Srebrny medal
- 2010 – 7. miejsce
- 2011 – 5. miejsce
- 2012 – 5. miejsce
- 2013 – 5. miejsce
- 2014 – 5. miejsce
- 2015 – Złoty medal
- 2016 – Złoty medal
- 2017 – Srebrny medal
- 2018 – 4. miejsce
- 2019 – Srebrny medal
- 2021 – Złoty medal
- 2022 – Srebrny medal
- 2023 – Złoty medal

| - 1976 – 1. miejsce - 1981 – 2. miejsce - 1984 – 1. miejsce - 1987 – 1. miejsce - 1991 – 1. miejsce |  | - 1996 – 2. miejsce - 2004 – 1. miejsce - 2016 – 1. miejsce |  | - 1972 – Wygrana - 1974 – Przegrana |

### Puchar Spenglera
Team Canada składający się zawodników kanadyjskich zwyciężał 16 razy w edycjach turnieju (1984, 1986, 1987, 1992, 1995, 1996, 1997, 1998, 2002, 2003, 2007, 2012, 2015, 2016, 2017, 2019), a 10-krotnie dotarła do finału: 1985, 1988, 1990, 2000, 2001, 2005, 2006, 2008, 2010, 2018).

## Kapitanowie reprezentacji Kanady

### Igrzyska Olimpijskie
- 1920 – Frank Fredrickson
- 1924 – Dunc Munro
- 1928 – John Porter
- 1932 – William Cockburn
- 1936 – Herman Murray
- 1948 – George Mara
- 1952 – Billie Dawe
- 1956 – Jack McKenzie
- 1960 – Harry Sinden
- 1964 – Henry Akervall
- 1968 – Marshall Johnston
- 1980 – Randy Gregg
- 1984 – Dave Tippett
- 1988 – Trent Yawney
- 1992 – Brad Schlegel
- 1994 – Fabian Joseph
- 1998 – Eric Lindros
- 2002 – Mario Lemieux
- 2006 – Joe Sakic
- 2010 – Scott Niedermayer
- 2014 – Sidney Crosby
- 2018 – Chris Kelly

### Mistrzostwa Świata
- 1930 – Howard Armstrong
- 1931 – Gord MacKenzie
- 1933-39 Nie było kapitana
- 1949-50 Nie było kapitana
- 1951 – Hector Negrello
- 1954 – Tom Campbell
- 1955 – George McAvoy
- 1958 – Harry Sinden
- 1959-65 Nie było kapitana
- 1966 – Terry O’Malley
- 1967 – Roger Bourbonnais
- 1969 – Nie było kapitana
- 1977 – Phil Esposito
- 1978 – Marcel Dionne
- 1979 – Guy Charron
- 1981 – Lanny McDonald
- 1982 – Bobby Clarke
- 1983 – Darryl Sittler
- 1985 – Dave Taylor
- 1986 – Marcel Dionne
- 1987 – Mike Foligno
- 1989 – Steve Yzerman
- 1990 – Paul Coffey
- 1991 – Doug Lidster
- 1992 – Glenn Anderson
- 1993 – Adam Graves
- 1994 – Luc Robitaille
- 1995 – Brian Tutt
- 1996 – Steve Thomas
- 1997 – Dean Evason
- 1998 – Keith Primeau
- 1999 – Rob Blake
- 2000 – Mike Sillinger
- 2001 – Michael Peca i Ryan Smyth
- 2002 – Ryan Smyth
- 2003 – Ryan Smyth
- 2004 – Ryan Smyth
- 2005 – Ryan Smyth
- 2006 – Brendan Shanahan
- 2007 – Shane Doan
- 2008 – Shane Doan
- 2009 – Shane Doan
- 2010 – Ray Whitney
- 2011 – Rick Nash
- 2012 – Ryan Getzlaf
- 2013 – Eric Staal
- 2014 – Kevin Bieksa
- 2015 – Sidney Crosby
- 2016 – Matt Duchene
- 2017 – Claude Giroux

| - 1976 – Bobby Clarke - 1981 – Denis Potvin - 1984 – Wayne Gretzky i Larry Robinson - 1987 – Wayne Gretzky - 1991 – Wayne Gretzky |  | - 1996 – Wayne Gretzky - 2004 – Mario Lemieux - 2016 – Sidney Crosby |

## Trenerzy reprezentacji Kanady

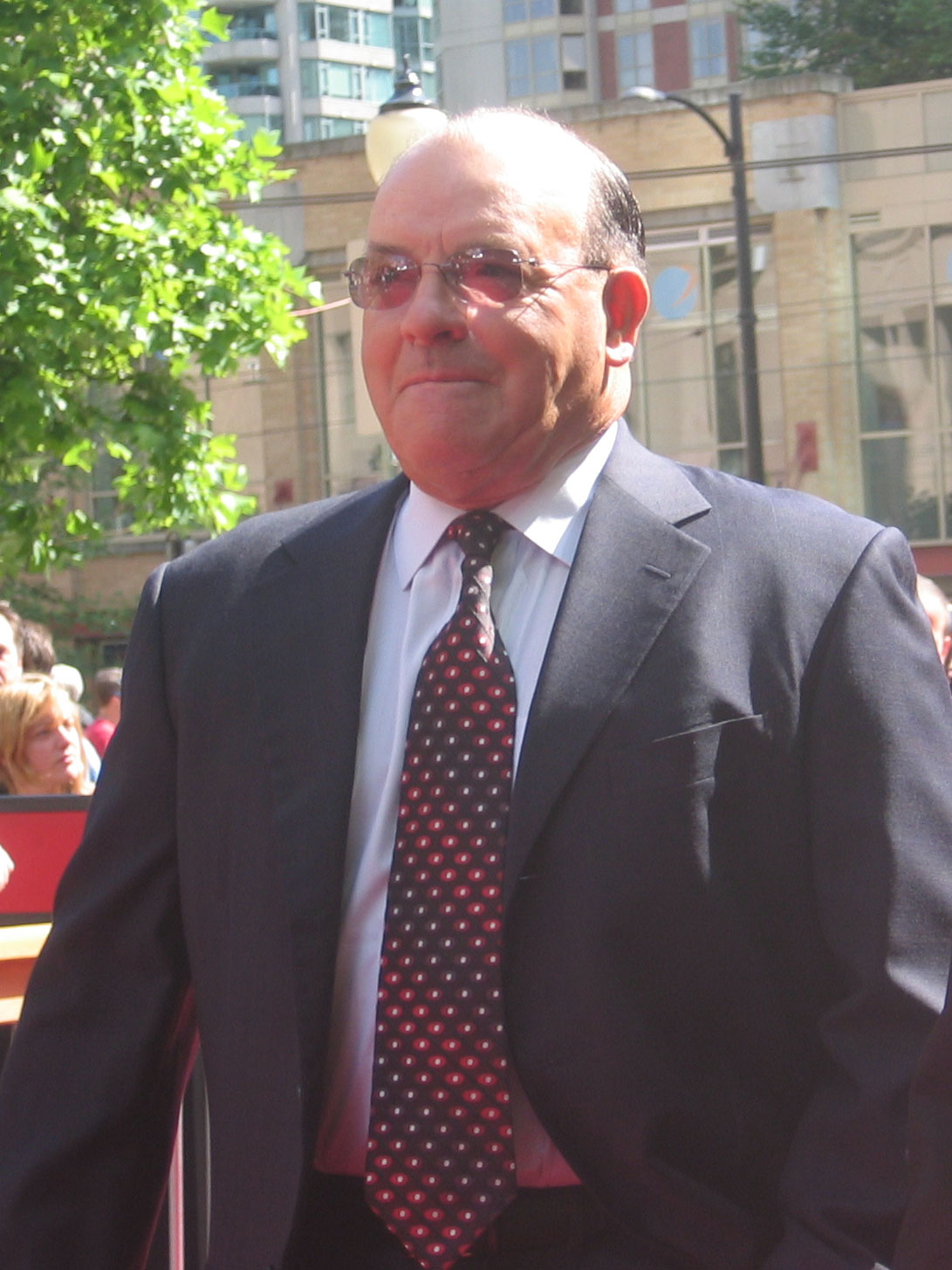
Scotty Bowman

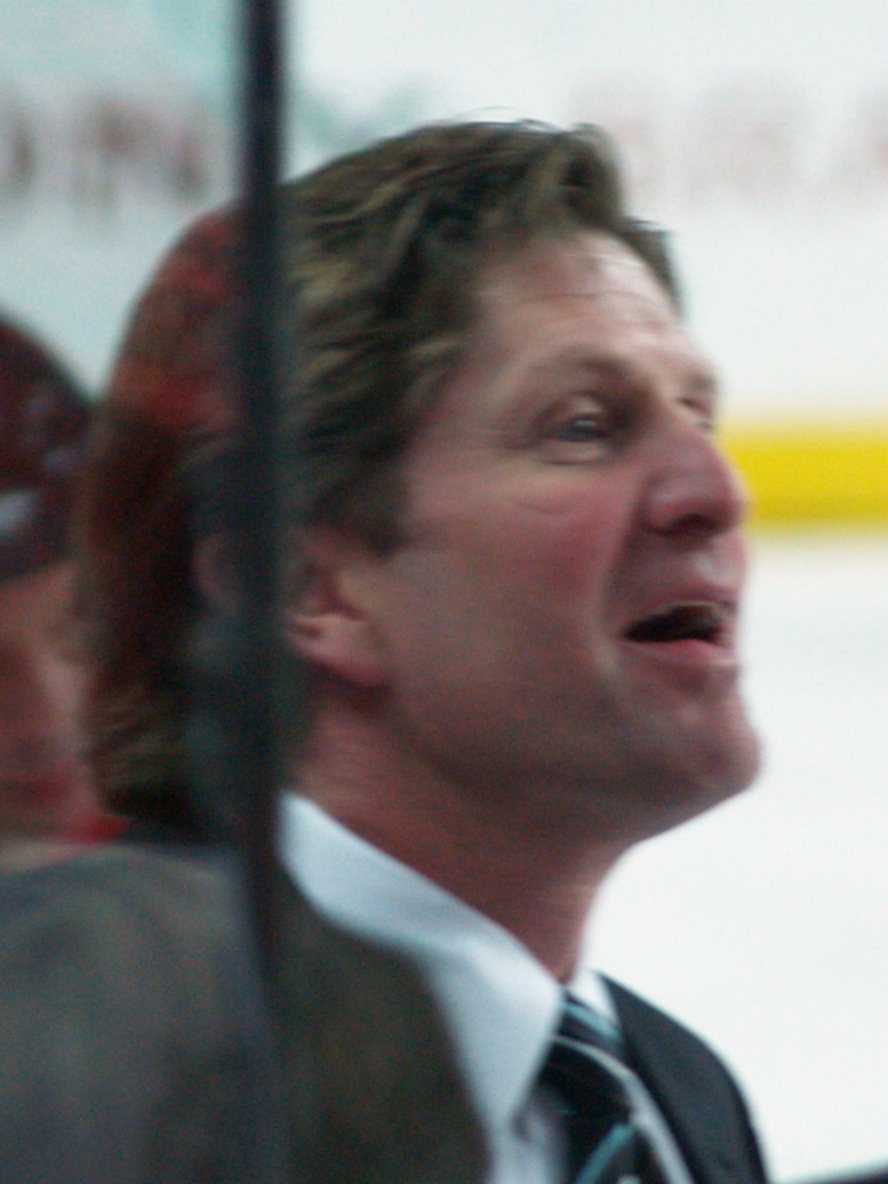
Mike Babcock

### Igrzyska Olimpijskie
- 1920 – Gordon Sigurjonson
- 1924 – Frank Rankin
- 1928 – Conn Smythe
- 1932 – Jack Hughes
- 1936 – Al Pudas
- 1948 – Sgt. Frank Boucher
- 1952 – Louis Holmes
- 1956 – Bobby Bauer
- 1960 – Bobby Bauer
- 1964 – o. David Bauer
- 1968 – Jackie McLeod
- 1980 – Lorne Davis, Clare Drake, Tom Watt
- 1984 – Dave King
- 1988 – Dave King
- 1992 – Dave King
- 1994 – Tom Renney
- 1998 – Marc Crawford
- 2002 – Pat Quinn
- 2006 – Pat Quinn
- 2010 – Mike Babcock
- 2014 – Mike Babcock
- 2018 – Willie Desjardins

### Mistrzostwa Świata
- 1930 – Les Allen
- 1931 – Blake Wilson
- 1933 – Harold Ballard
- 1934 – Johnny Walker
- 1935 – Scotty Oliver
- 1937 – John Achtzener
- 1938 – Max Silverman
- 1939 – Elmer Piper
- 1949 – Max Silverman
- 1950 – Jimmy Graham
- 1951 – Dick Gray
- 1954 – Greg Currie
- 1955 – Grant Warwick
- 1958 – Sid Smith
- 1959 – Ike Hildebrand
- 1961 – Lloyd Roubell
- 1962 – Lloyd Roubell
- 1963 – Bobby Kromm
- 1965 – Gordon Simpson
- 1966 – Jackie McLeod
- 1967 – Jackie McLeod
- 1969 – Jackie McLeod
- 1977 – Johnny Wilson
- 1978 – Harry Howell
- 1979 – Marshall Johnston
- 1981 – Don Cherry
- 1982 – Red Berenson
- 1983 – Dave King
- 1985 – Doug Carpenter
- 1986 – Pat Quinn
- 1987 – Dave King
- 1989 – Dave King
- 1990 – Dave King
- 1991 – Dave King
- 1992 – Dave King
- 1993 – Mike Keenan
- 1994 – George Kingston
- 1995 – Tom Renney
- 1996 – Tom Renney
- 1997 – Andy Murray
- 1998 – Andy Murray
- 1999 – Mike Johnston
- 2000 – Tom Renney
- 2001 – Wayne Fleming
- 2002 – Wayne Fleming
- 2003 – Andy Murray
- 2004 – Mike Babcock
- 2005 – Marc Habscheid
- 2006 – Marc Habscheid
- 2007 – Andy Murray
- 2008 – Ken Hitchcock
- 2009 – Lindy Ruff
- 2010 – Craig MacTavish
- 2011 – Ken Hitchcock
- 2012 – Brent Sutter
- 2013 – Lindy Ruff
- 2014 – Dave Tippett
- 2015 – Todd McLellan
- 2016 – Bill Peters

| - 1976 – Scotty Bowman - 1981 – Scotty Bowman - 1984 – Glen Sather - 1987 – Mike Keenan - 1991 – Mike Keenan |  | - 1996 – Glen Sather - 2004 – Pat Quinn - 2016 – Mike Babcock |  | - 1972 – Harry Sinden - 1974 – Billy Harris |